# 회춘체학
회춘체학은 영어의 Rejuvenomics를 번역한 말로서 극노화의 한 분야이다. 노화 현상을 일종의 질병으로 보고, 노화를 궁극적으로 되돌리는 것을 목적으로 하기에, 항노화학과는 다르다. 체학적인 방법론을 쓰기 때문에, 게놈과 전사체, 단백체등 다양한 오믹스 데이터를 활용한다.

## 같이 보기
- 노화체학
- 유전체학
- 전사체학
- 단백체학
- 상호작용체학
- 대사체학
- 독성유전체학
- 문헌체학
- 약물유전체학
- 화학유전체학
- 생리체학
- 생명계학
- 변이체학